# Угощение
Угощение — преимущественно праздничная еда (пища, питьё, яства, вкусности, различные кушанья; стол), предлагаемая, как правило, в особых, значимых, случаях в отличие от повседневной еды. Сегодня термин «угощение» также употребляется в переносном разговорном значении — это то, чем хотят порадовать гостя, доставить ему удовольствие. Дорогое угощение, обычно долго хранимое, может выступать в роли подарка, однако согласно правилам делового и профессионального этикета такие подарки принимать не следует и, более того, они могут быть противозаконны.

## История и культура
Культура гостеприимства в традиционных обществах, сложилась ещё в позднепервобытную эпоху как обычай взаимопомощи — помочь, обязывающий чужакам оказывать торжественный приём и защиту. Этот обычай имел социальные и религиозные корни. Во время обрядов гостеприимства было важно регулировать поведение гостей (чужаков) и хозяев, встречавших гостей. Гости обязаны были принимать без возражений все угощения, предлагаемые им встречающими с почётом хозяевами, а те в свою очередь, брали на себя обязанность в заботе о госте, его коне, имуществе и т. д. Однако гость гостю рознь и непрошенный, т. е. нежелательный, гость воспринимался скорее в статусе врага, чем друга. Так, например, на русском Севере, в деревнях Северного Белозерья нежданных гостей угощали самым плохим пивом — «переварой». Отношение к гостям отражено в русской поговорке «Каков гость, таково ему и угощение».
Многие обряды связаны так или иначе с угощением. Угощение в культуре, традициях и обычаях народов занимает если не основную, то значительную часть. Так, например, на масленицу угощение служило откупом для молодых, не нашедших или не пожелавших себе найти пару, за что им привязывали колодки к ногам и те должны были выкупить разрешение снять их деньгами либо приготовленными вкусностями. На весенне-летний обходной обряд пеперуда дети во главе девочки-сироты (пеперуды) обходят дома, пеперуда, танцуя перед хозяевами домов с просьбой о послании дождя, получает угощения. На колядование хозяин празднества одаривал под конец колядников различными вкусностями и, если колядники оставались недовольными угощениями, то могли проклясть хозяина, забросать дом его камнями или иным способом выразить своё недовольство.

### СССР, Россия
В коммунальных квартирах периода СССР было принято угощать своих соседей по квартире едой, обычно пирогами, для избежания зависти и сглаза, часто не спрашивая согласия. Угощение в советскую эпоху во время перебоя поставки продуктов питания могло быть реальным и символическим и зачастую предлагалось для предотвращения кражи еды и незаконного проникновения в чужое жилое пространство. Также угощение являлось жестом вежливости, угощение часто оставлялось на кухне (иногда с запиской добрых пожеланий) и поэтому даже посещение чужой комнаты соседей в их отсутствии считалось позволительным и не возбранялось и не считалось чем-то незаконным, дурным тоном или злым умыслом и рассматривалось как жест дружественного расположения.
Как правило, от угощения не отказываются, поэтому сам отказ — случай крайне редкий и считается тяжёлой обидой. С точки зрения этикета оптимально принято пробовать часть угощения сразу же на глазах угощающих с комплиментами к кулинарному искусству.
Угощение иногда не только могут ожидать, но и незатейливо (как бы случайно) выпрашивать в игривой дружелюбной форме. Так, например, нередко можно услышать от «случайно» проходящего мимо друга, соседа, коллеги фразу или вопрос типа «М… как пахнет, вкусно, наверное?» или «Что это ты там такое вкусненькое готовишь?», на который ожидается вежливый ответ с объяснением и предложением попробовать. Среди домохозяек в быту угощения часто могут сопровождаться комплиментами в творчестве приготовления еды и предложением «своего особого рецепта» и желанием приготовить это блюдо самой, однако, это не означает, что рецепт будет использован в приготовлении блюда и оно вообще будет приготовлено в виду разных привычек и предпочтений каждой конкретной хозяйки, в чём и проявляется особенность неповторимой домашней кухни.